# Suore domenicane della Congregazione di Santa Caterina da Siena (Newcastle)
Le Suore Domenicane della Congregazione di Santa Caterina da Siena, dette di Newcastle (in inglese Dominican Sisters of the Congregation of St. Catherine of Siena; sigla O.P.), sono un istituto religioso femminile di diritto pontificio.

## Storia
La congregazione fu fondata da Maria Rosa Niland: domenicana del monastero bavarese di Sant'Orsola ad Augusta, si era recata in missione nella provincia sudafricana del Capo, dove ebbe inizio la congregazione di Santa Caterina da Siena di King William's Town.
Nel 1891 la Niland aprì a Newcastle, nel Natal, una casa che nel 1896 si rese autonoma dando inizio a un istituto autonomo: la congregazione si diffuse rapidamente nel Natal e nel Transvaal e nel 1915 fu aperta una casa in Inghilterra, dove fu trasferito il generalato.
L'istituto, affiliato all'ordine domenicano dal 20 gennaio 1906, ricevette il pontificio decreto di lode il 20 luglio 1911; le sue costituzioni ottennero l'approvazione definitiva il 4 agosto 1925.

## Attività e diffusione
Le suore si dedicano all'educazione della gioventù.
Le suore sono presenti in Sudafrica, Regno Unito, Irlanda e Italia; la sede generalizia è a Bushey Heath.
Alla fine del 2015 l'istituto contava 87 religiose in 15 case.